# قائمة الخدع البصرية
قائمة الخدع البصرية أو قائمة الأوهام البصرية هي قائمة تتضمن مختلف أنواع الخداع البصري المستعملة لجعل العيان يتصور الأشياء على غير حقيقتها.

| اسم                            | مثال | ملاحظات |
| ------------------------------ | --- | --- |
| وهم ما بعد الصورة              | | وهم ما بعد الصورة أو الصورة الشبحية ويُعرف أيضاً بوهم ألوان اليمامة هو خداع بصري يرجع سببه إلى استمرار ظهور الصورة في عين المرء بعد تعريضها إلى الصورة الأصلية. |
| شكل مُلتبس                      | | يتكوّن الشكل المُتلبس عند تشكيل صورتان لمنظرين مختلفين. أُطلقت عدّة أشكال ملتبسة شهيرة، منها: خدعة الأرنب والبطة. |
| وهم غرفة إيمز                  | | غرفة أيمز هي غرفة مُشوّهة تُستخدم لإنشاء خداعاً بصريّاً يُغيّر من طول الأجسام العيان. |
| وهم نافذة أيم                  | | نافذة أيم هي نافذة على شكل شبه منحرف. وتُعلّق ثم تُدار لتعطي وهماً بأن النافذة تدور حول نفسها بزاوية أقل من 180 درجة. |
| تأثير الحركة الذاتية           | تأثير الحركة الذاتية أو تأثير الحركة التلقائية هو تأثير يحدث في صور ثابتة تظهر وكأنها تتحرك. | |
| وهم التجسيد الذاتي             | | وهم التجسيد الذاتي هو صورة تجسيدية ثابتة مصممة لخلق خداع بصري لمشهد ثلاثي الأبعاد من خلال دمج مشهدين ثنائيّا الأبعاد في دماغ الإنسان. |
| وهم القطب المخطط               | | وهم القطب المخطط هو خداع بصري يُظهر التحيّزات لعملية رؤية الأجسام المتحركة في دماغ الإنسان. |
| قرص بنهام                      | | عند تحرك قرص يحتوي على خطوط وألوان عليه حول نفسه فإنه يُنشئ وهماً بظهور حلقات من الألوان المختلفة. |
| حركة بيتا                      | | وهي الحركة الناشئة عن إظهار وتغطية صور أو إضاءة ثابتة. |
| تأثير بزولد                    | | تغير ظاهر لدرجة اللون نتيجة لتغير لون الخلفية. |
| بليفت                          | | وتُعرف أيضاً باسم بويايت أو شوكة الشيطان وهذا الشكل هو شكل مستحيل؛ لأنه لا يُمكن أن يتواجد في الحقيقة. |
| وهم حائط المقهى                | | هذا الوهم عبارة عن نمط يتكون من مربعات ذات ألوان مختلفة على جدار مُنشئةً وهماً بوجود انحناءات أفقية. سُمّيّ بذلك لأن هذا النوع من الأعمال الفنيّة يُستعمل كثيراً في حيطان بعض المقاهي. |
| دور مرآتية                     | | الدور المرآتية هي صندوق وُضعت بداخل كل وجه من أوجهه الداخلية مرآة، بحيث تُشوّه صور الأجسام الموضوعة بداخل الصندوق. |
| وهم رقعة الشطرنج               | | وهم ظل رقعة الشطرنج يُبيّن أنه عن سقوط ظل على رقعة شطرنج فإن لونيّ المربعين أ، ب الظاهران في الصورة، يظهران بلونان مختلفان، بينما في الواقع هما يحملان نفس اللون. |
| وهم تشاب                       | | وهم تشاب هو خداع بصري يتكوّن نتيجةً لخطأ الدماغ في تفسير المرئيّات مما ينتج عنه للعيان تبايناً ظاهراً لجسمين مختلفين فعليّاً إلى أغلب المشاهدين، وذلك اعتماداً على تباين الجسم النسبي مع المحيط المتواجد به. |
| الثبات اللوني                  | | الثبات اللوني هو مثال لثبات وهمي وخاصية في إدراك الإنسان للألوان، والتي تضمن أن اللون المُستَقبَل من الجسم يبقى ثابتاً نسبيّاً مع مختلف الأشكال. فعلى سبيل المثال، تبدو لنا التفاحة الخضراء خضراءً نهاراً وذلك بسبب كون الإنارة الرئيسية هي ضوء الشمس الأبيض، وكذلك عند الغروب، عندما تكون الإنارة الرئيسية هي ضوء الشمس الأحمر البرتقالي. |
| ظاهرة الانعدام اللوني          | ظاهرة الانعدام اللوني هي خدعة بصرية يتصور فيها الإنسان حركةً لأجسام غير موجودة فعليّاً ناتجة عن تتابع صور ثابتة. | |
| تأثير ما بعد التوقّع            | | |
| تأثير التقارب التصغيري         | | |
| وهم الذرة الحلوة               | | وهم الذرة الحلوة هو خداغ بصري يرى الناظر فيه لونان مختلفان ظاهريّاً عند وضعهما بجانب بعضهما مباشرةً؛ ولكن عند فصل اللونين بخط أسود سميك فإنهما يظهران كنفس اللون. |
| وهم ديلباوف                    | | وهم ديلباوف هو خداع بصري لإدراك الأحجام النسبية بين الأشياء. فعلى سبيل المثال، القرصان الأسودان لهما نفس المساحة تماماً؛ بالرغم من أن القرص الأيسر يبدو أكبر من القرص الأيمن للعيان. |
| عارض مختفي                     | وهي لوحة ترمبلوية رُسمت من قبل الفنان يوهان غاير. | |
| خداع إيبنغهاوس البصري          | | وهم إبنغاوس أو دوائر تيتشنر هو خداع بصري لإدراك الأحجام النسبية بين الأشياء. القرصان البرتقاليّان لهما نفس المساحة تماماً؛ بالرغم من أن القرص الأيمن يبدو أكبر من الأيسر. |
| وهم إيرنستاين                  | | وهم إيرنستاين هو خداع بصري دُرِسَ من قبل الطبيب النفسي الألماني والتر إيرنستاين، بحيث تُوضع أضلاع مربع داخل نمط من الدوائر المتركزة التي تأخذ شكلاً منحنياً ظاهريّاً. |
| لون فيكنر                      | | |
| شكل الأرضية                    | | |
| ملء                            | | |
| وهم الوميض المتقطع             | | |
| منظور قسري                     | ويُطبّق في الأفلام والعمارة لخلق وهم بأن الأجسام أكبر وأبعد مما هي عليه. | |
| وهم دوامة فريجر                | | وهم دوامة فريجر، أو الدوامة الكاذبة، أو وهم الحبل الملتوي، وُصف لأول مرة من قبل طبيب النفس البريطانية جيمز فريجر في عام 1908م. الأقواس السوداء المتداخلة تبدو وكأنها تُنتج دوامة؛ بالرغم من أن الأقواس ما هي إلا سلسلة من الدوائر المتمركزة. |
| تلة مغناطيسية                  | | |
| وهم الشبكة                     | | وهم الشبكة هو وهم يُطلق على أي نوع من الشبكات الذي يخدع بصر مرء ما. أشهر نوعان من أنواع الشبكات الخادعة هما وهم شبكة هرمان (1870م) ووهم الشبكة المتلألئة (1994م). وهم شبكة هرمان تتميز بإيهامها العيان بوجود نقط رمادية شبحية تتواجد في تقاطعات الأعمدة والصفوف البيضاء على الخلفية السوداء، وعند التحديق مباشرة في البقع الرمادية فإنها تختفي. تُنشأ وهم الشبكة المتلألئة برسم أقراص بيضاء على التقاطعات العمودية للأشرطة الرمادية على الخلفية السوداء. تبدو النقاط الداكنة وكأنها تظهر وتختفي لحظيّاً على تقاطعات عشوائية ولذا سُميّت بالمتلألئة. عندما يُحدق المرء بإحدى النقاط فإنها تختفي فوريّاً، كما أنه لو كان بعيداً جداً أو قريباً جداً من الشبكة فإن النقاط السوداء تختفي تماماً؛ لذا فإن هذه الخدعة بحاجة للحفاظ على المسافة المناسبة حتى تعمل. |
| وهم هيرينغ                     | | وهم هيرينغ (1861م): ويحدث عند وضع خطان مستقيمان متوازيان على خلفية مرسومة بخطوط بشكل إشعاعي (مثل قضبان حلقة الدراجة)، فإن الخطان يبدوان وكأنهما مُقوّسان أو منحنيّان للخارج بالرغم من أنهما مستقيمان. |
| وهم الوجه المجوف               | | وهم الوجه المجوّف هو خداع بصري بحيث تظهر فيه تقعرات قناع الوجه وكأنها على نفس هيكلة الوجه الطبيعي. |
| صورة هجينة                     | | الصورة الهجينة هي خداع بصري طُوِّر في معهد ماساتشوستس للتقنية بحيث يُمكن تفسير الصورة بتفسيرين مختلفين، اعتماداً على مسافة الرؤية. |
| خداع محيطي                     | | الخداع المحيطي أو خداع الحواف هو نوع من الخداع البصري حيث يتصور العيان فيه حوّافاً ظاهرية أو محيطاً لأشكال غير متواجدة فعليّاً. |
| حركة وهمية                     | | |
| شكل مستحيل                     | | |
| وهم الإشعاع                    | | |
| شكل ملتبس                      | | الشكل الملتبس أو الشكل الغامض ويُعرف أيضاً بوهم الداخل الخارج هو نوع من أنواع الخداع البصري، الذي يظهر فيه صورة أو شكل يُمكن تصوّرة بأكثر من طريقة أو إدراك، ويحدث ذلك نتيجة لتعدد الإدراكات. |
| وهم جاسترو                     | | وهم جاسترو هو خداع بصري اكتشف من قبل طبيب النفس الأمريكي جوسف جاسترو عام 1889م. |
| مثلث كانيجا                    | | مثلث كانيجا هو خداع بصري وُصِفَ لأول مرة من قبل طبيب النفس الإيطالي كانيجا غيتانو عام 1955م. وهو مثلث مُكّوَن من مبدأ خداع الحواف. |
| تأثير العمق الحركي             | تأثير العمق الحركي أو تأثير عمق الحركة هو ظاهرة تحدث نتيجةً لتفسير حركة ظل لشكل ثلاثي الأبعاد. مع غياب أدلة العمق البصري الأخرى فإن طريقة إدراك حركة الشكل المتاحة الوحيدة هي الرجوع لشكل الجسم، وعليه فإن اتجاه الحركة قد يختلف أو ينعكس نتيجةً لغياب بقية التفاصيل البصرية للجسم. | |
| وهم البرج المائل               | وهم البرج المائل هو خداع بصري لصورتين متماثلتين بجانب بعضهما البعض لبرج بيزا المائل. | |
| وهم المطارد الأرجواني          | | وهم المطارد الأرجواني هو خداع بصري، ويُعرف باسم وهم باكمان أيضاً. |
| غالق البلورات الزجاجية السائلة | | |
| وهم القمر القاطع               | وهم القمر القاطع هو خداع بصري بحيث يكون مصدر ضوء الشمس الظاهر الذي يُضيء القمر لا يتطابق مع الموقع الأساسي للشمس. | |
| أربطة ماخ                      | | أربطة ماخ هو خداع بصري يُنسب اسمه للفيزيائي إرنست ماخ. |
| تأثير ميكالا                   | | تأثير ميكالا (1965م) هو ظاهرة تحدث في الإدراك البصري للإنسان، بحيث تبدو أشكال الحواجز الحديدية ملوّنة بالرغم من أنها عديمة الألوان. وهي ظاهرة بعد التأثير، أي أنها تحتاج فترة من الحث حتى تظهر. |
| معضلة المربع المفقود           | | معضلة المربع المفقود هو خداع بصري يُستعمل في حصص الرياضيات لمساعدة التلاميذ على تبرير وبرهنة الأشكال الهندسية. |
| وهم القمر                      | | وهم القمر هو خداع بصري بحيث يظهر القمر أكبر مما هو عليه قرب الأفق، مع علو ارتفاعه في السماء. |
| حركة ما بعد التأثير            | | |
| وهم حركي                       | | |
| وهم مولار لاير                 | | وهم مولار لاير هو خداع بصري يتكون من أسهم مُنسّقة. |
| تعدد الإدراكات                 | | |
| تأثير الكحل                    | | |
| مكعب نيكر                      | | مكعب نيكر هو خداع بصري نُشر لأول مرة عام 1832م من قبل عالم البلورات السويسري لويس ألبرت نيكر. |
| تأثير التكيف المتعدد           | | |
| وهم أربيسن                     | | وهم أربيسن هو خداع بصري وُصف لأول مرة من قبل الطبيب النفسي ويليام أربيسن قي عام 1939م. |
| درج بنروز                      | | درج بنروز هو درج ثنائي الأبعاد تلتف سلالمه حول نفسها مكوّنة 4 زوايا قائمة مع نزولها وصعودها، وهو أحد الأشكال المستحيلة المشابهة لمثلث بنروز، حيث أنها لو كانت مطبّقة في الواقع لكان الصاعد في هذا الدرج يصعد وينزل في دورة متكررة غير منتهية لا يُغير فيها من ارتفاعه. أُنشئ درج بنروز من قبل ليونل بنروز وابنه روجر بنروز. |
| مثلث بنروز                     | | مثلث بنروز رُسم لأول مرة من قبل الفنان السويدي أوسكار ريوتيرفارد عام 1934م. بدأ بعده الرياضياتي روجر بنروز بشكل مستقل بالعمل على إشهار المثلث في خمسينيات القرن العشرين بوصفه "الاستحالة في أنقى صورها". |
| شبح بيبر                       | | |
| زاوية مرئية                    | | |
| وهم الانحراف المحيطي           | | وهم الانحراف المحيطي (1979/1999م) هو وهم حركي ينتج عن عرض قرص مُقسم إلى 8 قطع متساوية كلُّ منها يحتوي على تدريج لوني. |
| جرام شبحي                      | | الجرامات الشبحية أو الرموز الشبحية هي إحدى أشكال الخداع البصري التي يكون فيها تجسيد ثلاثي أبعاد للصور العائمة في الفضاء. |
| ظاهرة فاي                      | | |
| خداع بوغندورف                  | | خداع بوغندورف (1860م) هو خداع بصري ينتج عن تضليل إدراك العين لموقع أحد قطع الخطوط القطرية، والتي قُطعت بهيكل آخر، وفي المثال هذا الهيكل هو مستطيل. |
| وهم بونزو                      | | وهم بونزو (1911م) هو خداع بصري بحيث يتقاطع خطان متطابقان مع عدة أزواج من الخطوط المتوازية، بشكل مشابه لسكة القطار. ويظهر هنا أن الخط العلوي يبدو أطول نظراً لتفسير أدمغتنا الأجزاء المتقاربة على أنها خطوط متوازية، فنتصور أن الخط العلوي أبعد وبالتالي فإنه ينبغي أن يكون أطول ليحافظ على نسب المسافات في الصورة. |
| مزهرية زيتية                   | | المزهرية الزيتية (1915م) هي شكل ثنائي أبعاد مُبهم وغامض. |
| وهم ساندر                      | | في متوازي أضلاع ساندر (1926م) الخط القطري المنصف للقطعة الكبيرة يبدو أكبر من الخط القطري المنصف للقطعة الأصغر، بالرغم من أن طول كلاهما نفسه. |
| إخراس                          | | الإخراس هو واحدة من الخدع البصرية بحيث تظهر مجموعة من الأجسام وكأنها تتغير في مدى سطوعها، ودرجتها اللونية، وحجمها أو شكلها، وعند النظر إليها بشكل مباشر فإنها تتوقف عن ذلك. |
| وهم الحجم الكتلي               | وهم الحجم الكتلي ويُعرف أيضاً بوهم شاربنتير أو وهم كيسلف. | |
| تأثير الإصطراب                 | | |
| منظور الطائرة المجروفة         | | |
| وهم تيرنوس                     | وهم تيرنوس (1926/1938م) هو خداع بصري مبنى على الحركة الظاهرية للأجسام. | |
| القرص المتقلب                  | | القرص المتقلب هو لعبة اشتهرت في العصر الفكتوري. |
| الترمبلوي                      | | |
| تلاشي تروكسر                   | | تلاشي تروكسر هو تأثير تلاشي تختفي فيه الأشياء ظاهرياً على محيط الرؤية، ويحدث عند التحديق بنقطة معينة ثابتة في الأشكال أو الصور المتحركة لفترة زمنية محددة، ويذهب أثر التلاشي عند تحريك العينين عن مكان النقطة أو عند الابتعاد كثيراً من الصورة أو حتى الاقتراب الكثير منها. |
| وهم العمودي الأفقي             | | وهم العمودي الأفقي هو نزعة تحدث للعيان فيبالغ في تقديره لطول الخط العمودي بالنسبة لطول الخط الأفقي، بالرغم من أن كلاهما له نفس الطول. |
| تأثيرات الإمالة البصرية        | | |
| تأثير عجلة المركبة             | | |
| وهم البياض                     | | |
| خداع فونت                      | | بالرغم من أن الشكلان الأحمران خطان مستقيمان متوازين، إلا أنهما يبدوان متقوسان للخارج بالنسبة للمشاهد. هذا التشوه ينتج من الخطوط المشعة في الخلفية. |
| زوتروب                         | | |
| وهم زولنر                      | | وهم زولنر هو خداع بصري تقليدي يُنسب اسمه لمكتشفه الألماني يوهان كارل فغيدغيش زولنر. |

## وصلات خارجية
- Optical Illusion Examples by Great Optical Illusions
- Optical Illusions & Visual Phenomena by Michael Bach
- Optical Illusions Database by Mighty Optical Illusions
- Optical illusions and perception paradoxes by Archimedes Lab
- http://ilusaodeotica.com hundreds of optical illusions
- Project LITE Atlas of Visual Phenomena نسخة محفوظة 29 مارس 2010 على موقع واي باك مشين.
- Akiyoshi's illusion pages Professor Akiyoshi KITAOKA's anomalous motion illusions
- Spiral Or Not? by Enrique Zeleny, Wolfram Demonstrations Project
- Magical Optical Illusions نسخة محفوظة 18 فبراير 2010 على موقع واي باك مشين. by Rangki
- Hunch Optical Illusions by Hunch
- Optical Illusions by Ooh, My Brain!